# Burg Seekirch
Die Burg Seekirch ist eine abgegangene Niederungsburg bei 600 m ü. NHN rund fünf Kilometer nordnordöstlich von Bad Buchau, nordöstlich der Kirche der Gemeinde Seekirch im Landkreis Biberach in Baden-Württemberg.

## Geschichte
Die von den Herren von Seekirchen, Ministeriale der Grafen von Veringen, erbaute Burg wurde 1373 erstmals erwähnt, und war 1390 schon wieder verfallen. An ihrer Stelle wurde ein schlossartiges Landhaus namens Burgberg neu errichtet, dass aber kurze Zeit später während des Dreißigjährigen Krieges zerstört wurde.
Von der ehemaligen Burganlage ist nichts erhalten.